# Boophis obscurus
Boophis obscurus is een kikker uit de familie gouden kikkers (Mantellidae). De soort werd voor het eerst wetenschappelijk beschreven door Oskar Boettger in 1913. Oorspronkelijk werd de wetenschappelijke naam Rhacophorus obscurus gebruikt. De soort behoort tot het geslacht Boophis.
De kikker is endemisch in Madagaskar. De kikker komt onder andere voor in de buurt van nationaal park Ranomafana.

## Synoniemen
- Rhacophorus obscurus Boettger, 1913